# Péninsule de Riiser-Larsen
La péninsule de Riiser-Larsen (69° 10′ S, 37° 30′ E) est une péninsule de l'Antarctique, sur la Terre de la Reine-Maud, nommée en hommage à son découvreur norvégien, Hjalmar Riiser-Larsen (1890-1965), en 1931.
À proximité : Baie de Lützow-Holm, Terre de la Princesse-Ragnhild, Terre du Prince-Harald, îles Flatvær.